# Åke Andersson
Åke Andersson (ur. 22 kwietnia 1917 w Göteborgu, zm. 20 lipca 1983 tamże) – szwedzki piłkarz grający na pozycji napastnika.

## Kariera klubowa
Karierę piłkarską Åke Andersson rozpoczął w GAIS w 1935. W 1938 spadł z GAIS do drugiej ligi. W 1939 przeszedł do AIK Fotboll. Ostatnim klubem w jego karierze był Rålambshovs IF do którego przeszedł w 1946.
| Sezon   | Klub        | Kraj    | Rozgrywki   | Mecze | Bramki |
| ------- | ----------- | ------- | ----------- | ----- | ------ |
| 1935/36 | GAIS        | Szwecja | Allsvenskan | 1     | 1      |
| 1936/37 | GAIS        | Szwecja | Allsvenskan | 21    | 5      |
| 1937/38 | GAIS        | Szwecja | Allsvenskan | 19    | 1      |
| 1938/39 | GAIS        | Szwecja | Division II | 6     | 8      |
| 1939/40 | AIK Fotboll | Szwecja | Allsvenskan | 22    | 4      |
| 1940/41 | AIK Fotboll | Szwecja | Allsvenskan | 21    | 10     |
| 1941/42 | AIK Fotboll | Szwecja | Allsvenskan | 20    | 4      |
| 1942/43 | AIK Fotboll | Szwecja | Allsvenskan | 18    | 4      |
| 1943/44 | AIK Fotboll | Szwecja | Allsvenskan | 21    | 1      |
| 1944/45 | AIK Fotboll | Szwecja | Allsvenskan | 14    | 2      |
| 1945/46 | AIK Fotboll | Szwecja | Allsvenskan | 8     | 1      |

## Kariera reprezentacyjna
W reprezentacji Szwecji Andersson zadebiutował 3 października 1937 w przegranym 1-2 meczu Pucharu Nordyckiego z Danią.
W 1938 József Nagy, ówczesny selekcjoner reprezentacji Szwecji powołał Anderssona na mistrzostwa świata. Na mundialu we Francji wystąpił w meczu o trzecie miejsce z Brazylią.
Ostatni raz w reprezentacji wystąpił 19 października 1941 w przegranym 1-2 towarzyskim meczu z Danią. W latach 1937–1941 wystąpił w reprezentacji w 12 meczach, w których zdobył dwie bramki.
| Mecze i gole w reprezentacji | Mecze i gole w reprezentacji | Mecze i gole w reprezentacji | Mecze i gole w reprezentacji | Mecze i gole w reprezentacji | Mecze i gole w reprezentacji | Mecze i gole w reprezentacji |
| #                            | Data                         | Miasto                       | Przeciwnik                   | Gol                          | Wynik                        |                              |
| ---------------------------- | ---------------------------- | ---------------------------- | ---------------------------- | ---------------------------- | ---------------------------- | ---------------------------- |
| 1.                           | 03.10.1937                   | Solna                        | Dania                        |                              | 1:2                          | Puchar Nordycki              |
| 2.                           | 21.11.1937                   | Hamburg                      | III Rzesza                   |                              | 0:5                          | el. MŚ 1938                  |
| 3.                           | 19.06.1938                   | Bordeaux                     | Brazylia                     |                              | 2:4                          | MŚ 1938                      |
| 4.                           | 04.07.1939                   | Helsinki                     | Finlandia                    |                              | 4:2                          | Puchar Nordycki              |
| 5.                           | 07.08.1938                   | Solna                        | Czechosłowacja               |                              | 2:6                          | towarzyski                   |
| 6.                           | 02.06.1939                   | Solna                        | Norwegia                     | Gol                          | 3:2                          | towarzyski                   |
| 7.                           | 09.06.1939                   | Solna                        | Finlandia                    | Gol                          | 5:1                          | Puchar Nordycki              |
| 8.                           | 14.06.1939                   | Kopenhaga                    | Norwegia                     |                              | 0:1                          | Mecz 50-lecia DBU            |
| 9.                           | 22.09.1940                   | Solna                        | Finlandia                    |                              | 5:0                          | towarzyski                   |
| 10.                          | 14.09.1941                   | Solna                        | Dania                        |                              | 2:2                          | towarzyski                   |
| 11.                          | 05.10.1941                   | Solna                        | III Rzesza                   |                              | 4:2                          | towarzyski                   |
| 12.                          | 19.10.1941                   | Kopenhaga                    | Dania                        |                              | 1:2                          | towarzyski                   |

## Sukcesy
Wyróżnienia
- Galeria Sławy szwedzkiego hokeja na lodzie